# Championnat d'Allemagne de football 1921-1922
Navigation
Meisterschaft
(Verbandsligen)
1920-1921 Meisterschaft
(Verbandsligen)
1922-1923
La saison 1921-1922 du Championnat d'Allemagne de football était la 15e édition de la première division allemande.
Huit clubs participent à la compétition nationale, il s'agit des clubs champions de 7 régions d'Allemagne plus le champion sortant, le FC Nuremberg. Le championnat national est disputé sous forme de coupe à élimination directe.
Aucun club n'est désigné champion cette saison. En effet, la finale entre le FC Nuremberg, double tenant du titre, et le Hambourg SV a dû être jouée 2 fois et s'est à chaque fois terminée sur un match nul après prolongation. Le club de Hambourg SV, déclaré champion par la fédération, a refusé le titre, qui est donc resté vacant.

## Les 8 clubs participants
(entre parenthèses, la région d'appartenance du club)
- Titania Stettin (Baltique)
- SV Norden-Nordwest (Brandebourg)
- SpVgg Leipzig (Centre)
- Hambourg SV (Nord)
- FC Wacker Munich (Sud)
- FC Nuremberg (champion en titre)
- Arminia Bielefeld (Ouest)
- Viktoria Forst (Sud-Est)

## Compétition
La compétition a lieu sous forme de coupe, avec match simple.
|  | Quarts de finale        | Quarts de finale    | Quarts de finale        | Quarts de finale    |                |                | Demi-finales        | Demi-finales        | Demi-finales        | Demi-finales        |  |  | Finale                                               | Finale                                               | Finale                                               | Finale                                               |
|  |                         |                     |                         |                     |                |                |                     |                     |                     |                     |  |  |                                                      |                                                      |                                                      |                                                      |
|  | 21 mai 1922 à Halle     | 21 mai 1922 à Halle | 21 mai 1922 à Halle     | 21 mai 1922 à Halle |                |                | 4 juin 1922 à Fürth | 4 juin 1922 à Fürth | 4 juin 1922 à Fürth | 4 juin 1922 à Fürth |  |  | 18 juin 1922 à Dusseldorf puis 6 août 1922 à Leipzig | 18 juin 1922 à Dusseldorf puis 6 août 1922 à Leipzig | 18 juin 1922 à Dusseldorf puis 6 août 1922 à Leipzig | 18 juin 1922 à Dusseldorf puis 6 août 1922 à Leipzig |
|  | 21 mai 1922 à Halle     | 21 mai 1922 à Halle | 21 mai 1922 à Halle     | 21 mai 1922 à Halle |                |                | 4 juin 1922 à Fürth | 4 juin 1922 à Fürth | 4 juin 1922 à Fürth | 4 juin 1922 à Fürth |  |  | 18 juin 1922 à Dusseldorf puis 6 août 1922 à Leipzig | 18 juin 1922 à Dusseldorf puis 6 août 1922 à Leipzig | 18 juin 1922 à Dusseldorf puis 6 août 1922 à Leipzig | 18 juin 1922 à Dusseldorf puis 6 août 1922 à Leipzig |
|  | FC Nuremberg T          | FC Nuremberg T      | 3                       | 3                   |                |                | 4 juin 1922 à Fürth | 4 juin 1922 à Fürth | 4 juin 1922 à Fürth | 4 juin 1922 à Fürth |  |  | 18 juin 1922 à Dusseldorf puis 6 août 1922 à Leipzig | 18 juin 1922 à Dusseldorf puis 6 août 1922 à Leipzig | 18 juin 1922 à Dusseldorf puis 6 août 1922 à Leipzig | 18 juin 1922 à Dusseldorf puis 6 août 1922 à Leipzig |
|  | FC Nuremberg T          | FC Nuremberg T      | 3                       | 3                   |                |                | 4 juin 1922 à Fürth | 4 juin 1922 à Fürth | 4 juin 1922 à Fürth | 4 juin 1922 à Fürth |  |  | 18 juin 1922 à Dusseldorf puis 6 août 1922 à Leipzig | 18 juin 1922 à Dusseldorf puis 6 août 1922 à Leipzig | 18 juin 1922 à Dusseldorf puis 6 août 1922 à Leipzig | 18 juin 1922 à Dusseldorf puis 6 août 1922 à Leipzig |
|  | SpVgg Leipzig           | SpVgg Leipzig       | 0                       | 0                   |                |                | 4 juin 1922 à Fürth | 4 juin 1922 à Fürth | 4 juin 1922 à Fürth | 4 juin 1922 à Fürth |  |  | 18 juin 1922 à Dusseldorf puis 6 août 1922 à Leipzig | 18 juin 1922 à Dusseldorf puis 6 août 1922 à Leipzig | 18 juin 1922 à Dusseldorf puis 6 août 1922 à Leipzig | 18 juin 1922 à Dusseldorf puis 6 août 1922 à Leipzig |
|  | SpVgg Leipzig           | SpVgg Leipzig       | 0                       | 0                   | FC Nuremberg T | FC Nuremberg T | 1                   | 1                   |                     |                     |  |  | 18 juin 1922 à Dusseldorf puis 6 août 1922 à Leipzig | 18 juin 1922 à Dusseldorf puis 6 août 1922 à Leipzig | 18 juin 1922 à Dusseldorf puis 6 août 1922 à Leipzig | 18 juin 1922 à Dusseldorf puis 6 août 1922 à Leipzig |
|  | 21 mai 1922 à Berlin    |                     |                         |                     | FC Nuremberg T | FC Nuremberg T | 1                   | 1                   |                     |                     |  |  | 18 juin 1922 à Dusseldorf puis 6 août 1922 à Leipzig | 18 juin 1922 à Dusseldorf puis 6 août 1922 à Leipzig | 18 juin 1922 à Dusseldorf puis 6 août 1922 à Leipzig | 18 juin 1922 à Dusseldorf puis 6 août 1922 à Leipzig |
|  |                         |                     | SV Norden-Nordwest      | SV Norden-Nordwest  | 0              | 0              |                     |                     |                     |                     |  |  | 18 juin 1922 à Dusseldorf puis 6 août 1922 à Leipzig | 18 juin 1922 à Dusseldorf puis 6 août 1922 à Leipzig | 18 juin 1922 à Dusseldorf puis 6 août 1922 à Leipzig | 18 juin 1922 à Dusseldorf puis 6 août 1922 à Leipzig |
|  | Norden Nordwest         | Norden Nordwest     | SV Norden-Nordwest      | SV Norden-Nordwest  | 0              | 0              | 1                   | 1                   |                     |                     |  |  | 18 juin 1922 à Dusseldorf puis 6 août 1922 à Leipzig | 18 juin 1922 à Dusseldorf puis 6 août 1922 à Leipzig | 18 juin 1922 à Dusseldorf puis 6 août 1922 à Leipzig | 18 juin 1922 à Dusseldorf puis 6 août 1922 à Leipzig |
|  | Norden Nordwest         | Norden Nordwest     | 4 juin 1922 à Francfort |                     |                |                | 1                   | 1                   |                     |                     |  |  | 18 juin 1922 à Dusseldorf puis 6 août 1922 à Leipzig | 18 juin 1922 à Dusseldorf puis 6 août 1922 à Leipzig | 18 juin 1922 à Dusseldorf puis 6 août 1922 à Leipzig | 18 juin 1922 à Dusseldorf puis 6 août 1922 à Leipzig |
|  | Viktoria Forst          | Viktoria Forst      | 0                       | 0                   |                |                |                     |                     |                     |                     |  |  | 18 juin 1922 à Dusseldorf puis 6 août 1922 à Leipzig | 18 juin 1922 à Dusseldorf puis 6 août 1922 à Leipzig | 18 juin 1922 à Dusseldorf puis 6 août 1922 à Leipzig | 18 juin 1922 à Dusseldorf puis 6 août 1922 à Leipzig |
|  | Viktoria Forst          | Viktoria Forst      | 0                       | 0                   | FC Nuremberg T | FC Nuremberg T | 2                   | 1                   |                     |                     |  |  |                                                      |                                                      |                                                      |                                                      |
|  | 21 mai 1922 à Hambourg  |                     |                         |                     | FC Nuremberg T | FC Nuremberg T | 2                   | 1                   |                     |                     |  |  |                                                      |                                                      |                                                      |                                                      |
|  |                         |                     | Hambourg SV             | Hambourg SV         | 2              | 1              |                     |                     |                     |                     |  |  |                                                      |                                                      |                                                      |                                                      |
|  | Hambourg SV             | Hambourg SV         | Hambourg SV             | Hambourg SV         | 2              | 1              | 5                   | 5                   |                     |                     |  |  |                                                      |                                                      |                                                      |                                                      |
|  | Hambourg SV             | Hambourg SV         |                         |                     |                |                |                     |                     |                     |                     |  |  |                                                      |                                                      |                                                      |                                                      |
|  | Titania Stettin         | Titania Stettin     | 0                       | 0                   |                |                |                     |                     |                     |                     |  |  |                                                      |                                                      |                                                      |                                                      |
|  | Titania Stettin         | Titania Stettin     | 0                       | 0                   | Hambourg SV    | Hambourg SV    | 4                   | 4                   |                     |                     |  |  |                                                      |                                                      |                                                      |                                                      |
|  | 21 mai 1922 à Karlsruhe |                     |                         |                     | Hambourg SV    | Hambourg SV    | 4                   | 4                   |                     |                     |  |  |                                                      |                                                      |                                                      |                                                      |
|  |                         |                     | FC Wacker Munich        | FC Wacker Munich    | 0              | 0              |                     |                     |                     |                     |  |  |                                                      |                                                      |                                                      |                                                      |
|  | FC Wacker Munich        | FC Wacker Munich    | FC Wacker Munich        | FC Wacker Munich    | 0              | 0              | 5                   | 5                   |                     |                     |  |  |                                                      |                                                      |                                                      |                                                      |
|  | FC Wacker Munich        | FC Wacker Munich    |                         |                     |                |                |                     | 5                   |                     |                     |  |  |                                                      |                                                      |                                                      |                                                      |
|  | Arminia Bielefeld       | Arminia Bielefeld   | 0                       | 0                   |                |                |                     |                     |                     |                     |  |  |                                                      |                                                      |                                                      |                                                      |
|  | Arminia Bielefeld       | Arminia Bielefeld   | 0                       | 0                   |                |                |                     |                     |                     |                     |  |  |                                                      |                                                      |                                                      |                                                      |
|  |                         |                     |                         |                     |                |                |                     |                     |                     |                     |  |  |                                                      |                                                      |                                                      |                                                      |

## Bilan de la saison
| Tableau d'Honneur                   |                   |
| Compétition                         | Vainqueur         |
| Championnat d'Allemagne de football | Titre non décerné |